# Right Here (Departed)
Pour les articles homonymes, voir Right Here.
Singles de Brandy
Afrodisiac
(2004) Long Distance
(2008)
Right Here (Departed) est le premier single, extrait de l'album Human de la chanteuse américaine Brandy.

## Clip vidéo
Le clip de Right Here (Departed) a été tourné le 17 août 2008 dans une rue de Los Angeles. Il met en scène Brandy comme un ange, qui arrive au moment où les personnes qu'elle aime (son petit ami, joué par l'acteur Cory Hardrict, et sa mère, jouée par Carol Woodle) sont tristes pour leur remonter le moral.

## Classement des ventes
| Pays                         | Meilleure position |
| ---------------------------- | ------------------ |
| France Diffusions radio      | 4                  |
| France Ventes physiques      | 7                  |
| France Ventes digitales      | 13                 |
| Canada Billboard Hot 100     | 31                 |
| Allemagne Black Chart        | 2                  |
| Suède Ventes physiques       | 23                 |
| États-Unis Billboard Hot 100 | 34                 |
| États-Unis Ventes digitales  | 26                 |